# Edna Woolman Chase
Edna Woolman Allaway, más conocida por su apellido de casada, Edna Woolman Chase (Asbury Park, Nueva Jersey, 14 de marzo de 1877-Sarasota, Florida, 20 de marzo de 1957) fue una periodista y editora estadounidense, editora jefe de la revista de modas Vogue (1914-1952). 

## Biografía
Era hija de Franklyn Allaway y Laura Woolman. En 1902 casó con Francis Dane Chase, hombre de negocios y director del Hotel Colonial de Nueva York. Tuvieron una hija, Ilka Chase, que fue actriz.
Ingresó en Vogue a finales de los años 1890, donde fue ascendiendo de reportera a editora jefe y, en 1914, directora. Fue la primera en organizar un desfile de moda en su país, tal como se hacía en París, la capital de la moda por entonces.
Durante la Primera Guerra Mundial, Chase abogó por sustraerse de la primacía francesa e impulsar la industria nacional, con lo que contribuyó a sentar los cimientos de la moda estadounidense. Desde su cargo de directora de una de las revistas más influyentes del sector de la moda marcó numerosas directrices del curso de la moda en su país e, incluso, buena parte del mundo, durante sus cuarenta años de trayectoria. Una de sus consignas era «más gusto que dinero».
En 1930 se estableció en Londres, donde dio impulso a la edición británica de Vogue. Regresó a su país en 1952, el año en que se retiró.
En 1935 fue nombrada caballero de la Legión de Honor en Francia.
En 1954 publicó su autobiografía, Always in Vogue.